# بلرت
بَلِرَت شهری واقع در ایالت ویکتوریا استرالیا است که پایین‌تر از جلگهٔ غربی رشته‌کوه هایلندز شرقی می‌باشد.